# قاي لابري
قاي لابري هو لاعب هوكي الجليد كندي، ولد في 11 أغسطس 1920، وتوفي في 12 مايو 1974.

## وصلات خارجية
- قاي لابري على موقع دوري الهوكي الوطني (الإنجليزية)
- قاي لابري على موقع قاعة مشاهير الهوكي (لاعب أن.إتش.أل) (الإنجليزية)
- قاي لابري على موقع EliteProspects.com (الإنجليزية)
- قاي لابري على موقع HockeyDB.com (الإنجليزية)
- قاي لابري على موقع Hockey-Reference.com (الإنجليزية)